# Markus Johansson (släggkastare)
Markus Johansson född 8 maj 1990, är en svensk f.d. släggkastare från Säffle i Värmland som tävlade för Säffle FIK innan han flyttade till Karlstad och representerade IF Göta under större delen av sin karriär.
2007 placerade Johansson sig på 12:e plats i finalen vid Ungdoms-VM i Ostrava, Tjeckien med resultatet 67,40.
2008 placerade han sig på 8:e plats i finalen vid Junior-VM i Bydgoszcz, Polen med ett längsta kas på 72,97.
2009 placerade han sig på 9:e plats i finalen vid Junior-EM i Novi Sad, Serbien med resultatet 70,22. Samma år kastade han 76,34 med juniorredskapet vilket var en förbättring av hans eget svenska juniorrekord.
2011 tävlade han vid U23-EM i Ostrava, Tjeckien och placerade sig då på fjärde plats i finalen med 72,27, bara 25 cm från bronsmedalj.
I en tävling i Karlstad 2013 kastade Johansson sitt personliga rekord med seniorredskapet, 76,43, vilket var det tredje längsta släggkastet i Sveriges historia. Bara Tore Gustafsson (80,14) och Kjell Bystedt (78,64) hade då kastat längre.
Vid EM i Zürich 2014 kastade Johansson 69,21 vilket placerade honom på 20:e plats i kvaltävlingen.

## Personliga rekord
| Utomhus - Slägga – 76,43 (Karlstad 24 augusti 2013) | Inomhus - Viktkastning – 22,14 (Göteborg 23 februari 2014) |